# Virbac
 (décembre 2014).
Si vous disposez d'ouvrages ou d'articles de référence ou si vous connaissez des sites web de qualité traitant du thème abordé ici, merci de compléter l'article en donnant les références utiles à sa vérifiabilité et en les liant à la section « Notes et références ».
Virbac (acronyme de virologie et bactériologie) est une entreprise française de santé animale fondée en 1968 à Carros, près de Nice, par le docteur vétérinaire Pierre-Richard Dick. Depuis son décès en 1992, sa fille cadette, Marie-Hélène Dick-Madelpuech, également vétérinaire, préside le conseil d’administration.  
La société est le 6e groupe pharmaceutique vétérinaire mondial avec un chiffre d’affaires de 1 397 millions d’euros en 2024. L’entreprise est une société anonyme à conseil d'administration et direction générale. Elle est cotée à la Bourse de Paris depuis 1985. 
Ce laboratoire pharmaceutique dispose d’une gamme de vaccins et de médicaments permettant la prévention et le traitement des principales pathologies des animaux de compagnie et d’élevage.
La société est cotée en bourse Euronext Paris - Compartiment A et fait partie des indices de référence : SBF 120 et éligible SRD, PEA et PEA-PME.

## Activités
L’entreprise compte 6 400 salariés en étant présente dans plus de 100 pays avec 35 filiales commerciales. Elle réalise près de 60% de son chiffre d’affaires hors de France. Elle dispose également de 10 centres de recherche et développement localisés aux États-Unis, au Mexique, au Chili, en Uruguay, en France, en Chine, à Taïwan, au Vietnam, en Inde, en Australie et au Japon.
Sa gamme de produits vise à couvrir les principales pathologies des animaux de compagnie et des animaux de production : antiparasitaires internes et externes (colliers et pipettes), antibiotiques, vaccins, tests diagnostic, nutrition chien et chat, dermatologie, hygiène dentaire, reproduction, aquaculture, anesthésie, gériatrie et identification électronique (animaux de compagnie, équidés, NAC…).

## Histoire
En juin 2025, Paul Martingell est annoncé comme le nouveau directeur général du laboratoire Virbac, à partir de septembre 2025, à la suite de la démission de Sébastien Huron en septembre 2024. Entre temps, Habib Ramdani assurait l'interim,.

## Actionnaires
Actionnariat famille du fondateur : 50,09%

Actionnariat public : 49,12%